# Campanile trinitario

Campanile trinitario nella chiesa di Gotein-Libarrenx

Un campanile trinitario è un campanile a tre punte, tipico della provincia di Soule (Paesi baschi francesi), che si ritrova anche nel Béarn. Le tre punte sono simbolo della Santissima Trinità.
Esso si trova generalmente sulla facciata piatta della chiesa. Per questo motivo, è talvolta detto campanile-muro.

## Elenco (non esaustivo) dei comuni che hanno un campanile trinitario
- Agnos
- Arrast
- Aussurucq
- Berrogain-Laruns
- Charritte
- Espès-Undurein
- Gotein-Libarrenx
- Idaux-Mendy
- Mauléon-Licharre (Cappella del collegio)
- Moncayolle
- Cappella di Sant'Antonio a Musculdy (col d'Osquich)
- Saint-Yaguen.
- Viellenave-de-Navarrenx
- Viodos
- Sauguis
- Moncayolle-Larrory-Mendibieu

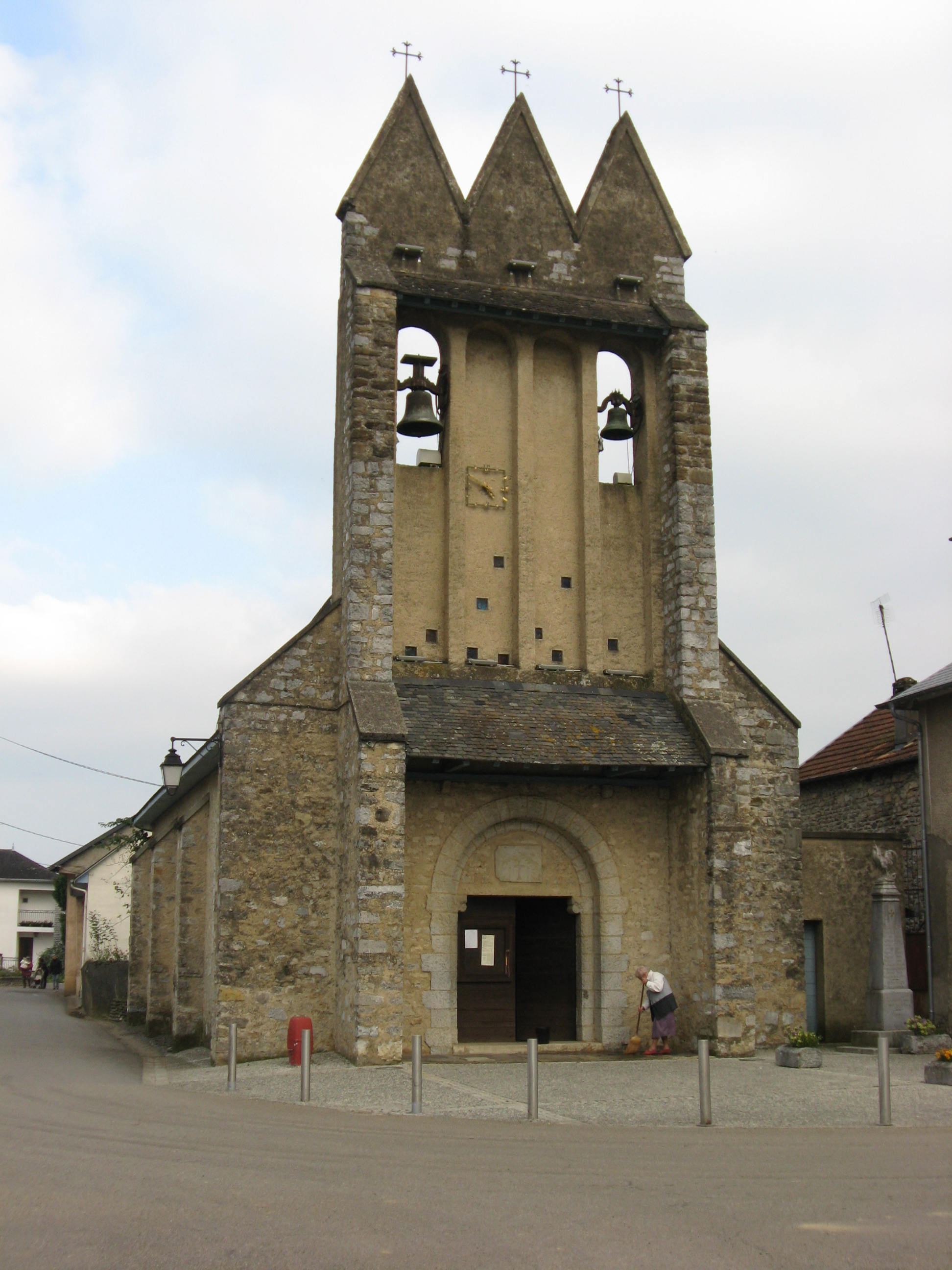
Agnos
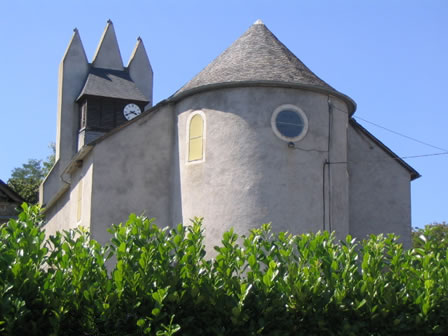
Berrogain-Laruns
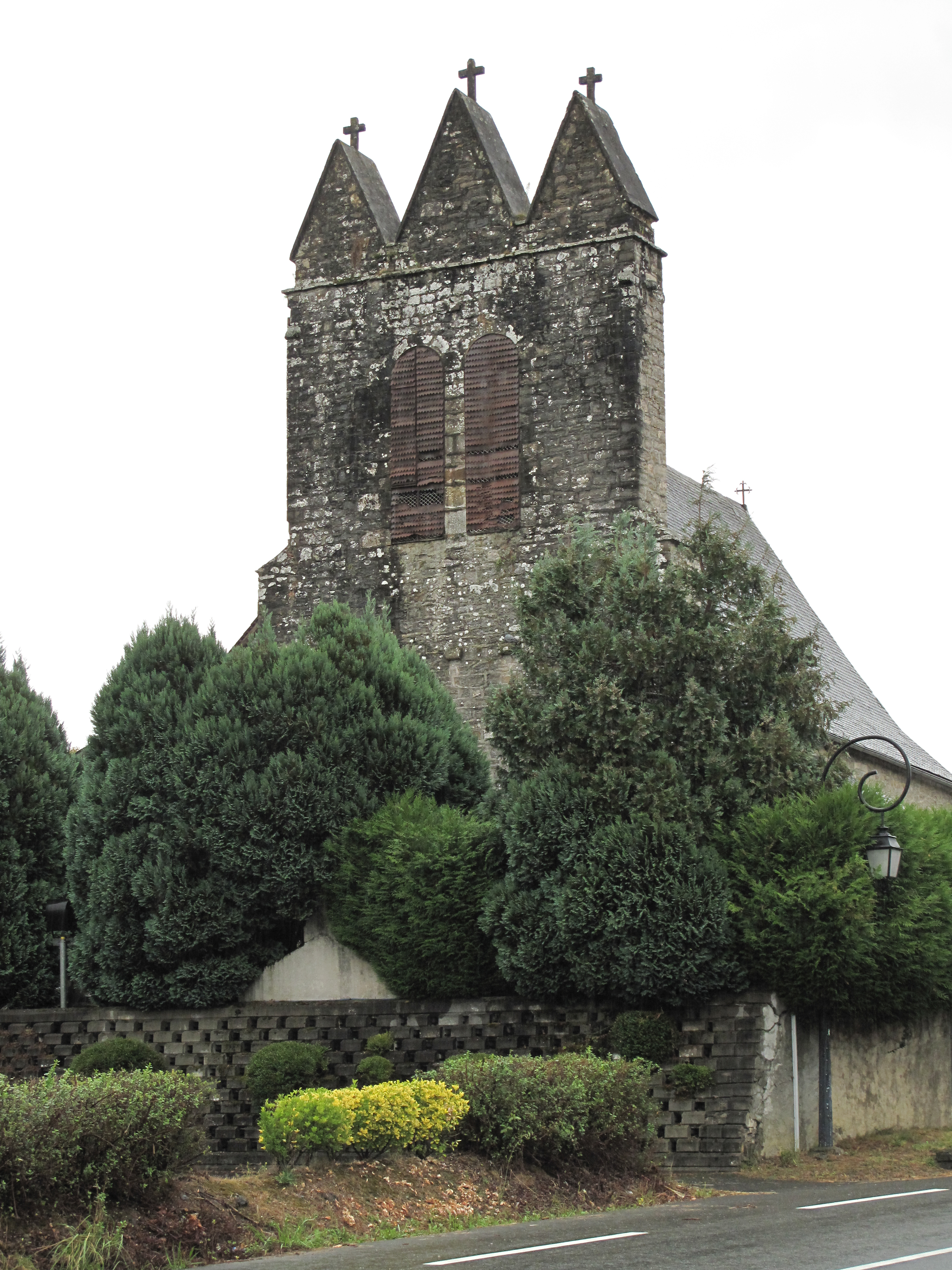
Charritte-de-Bas
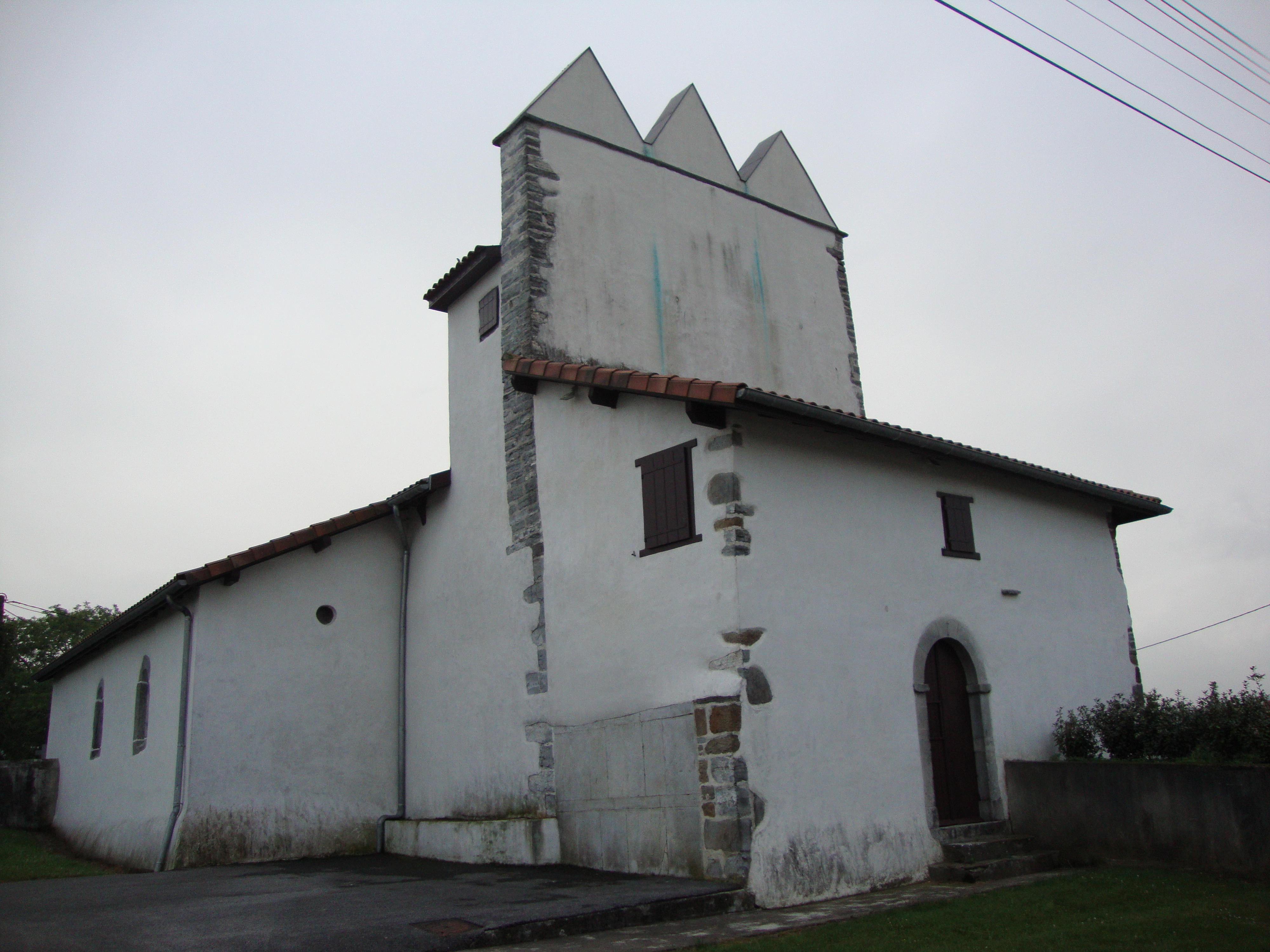
Berraute
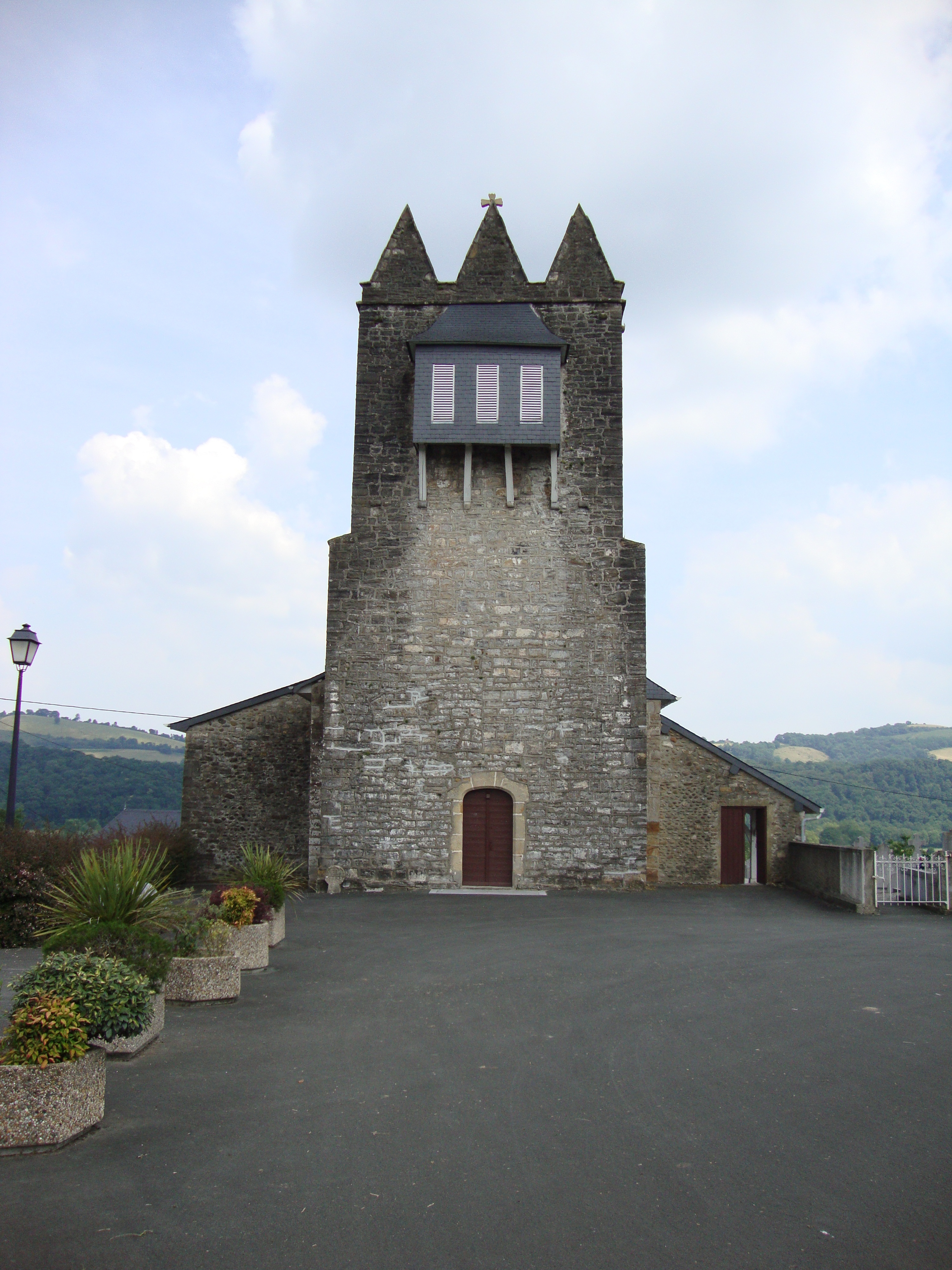
Undurein
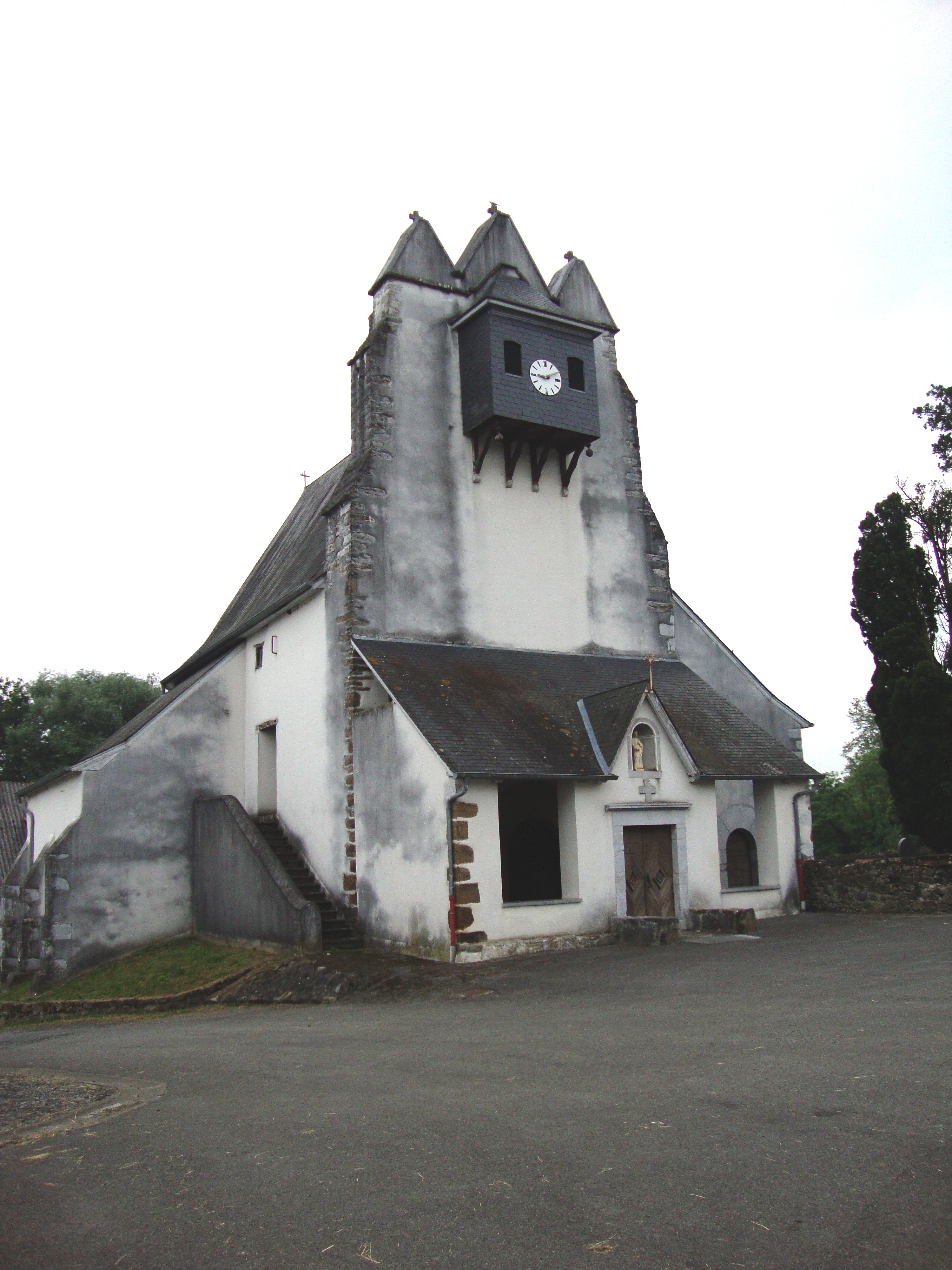
Idaux
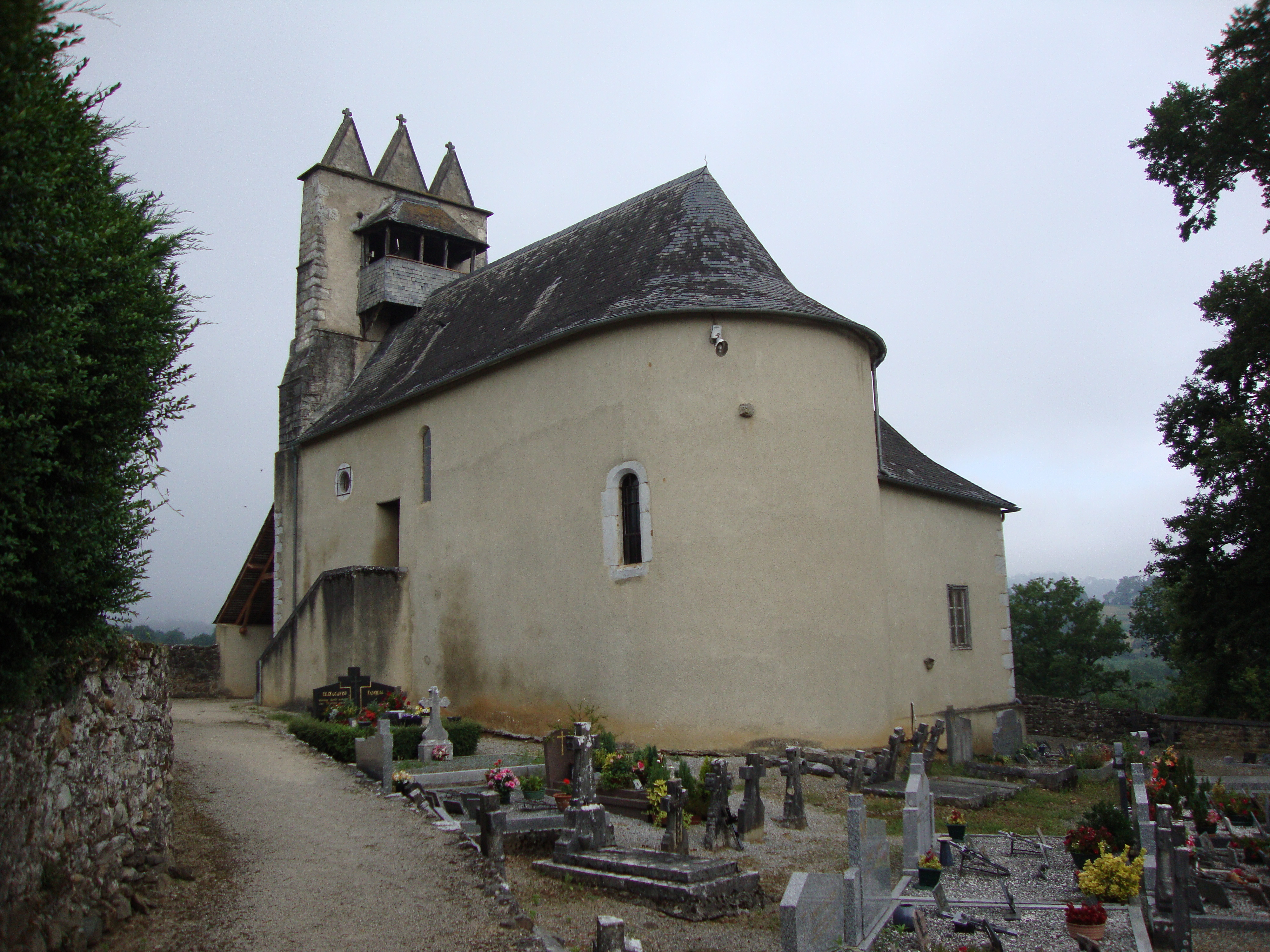
Mendy
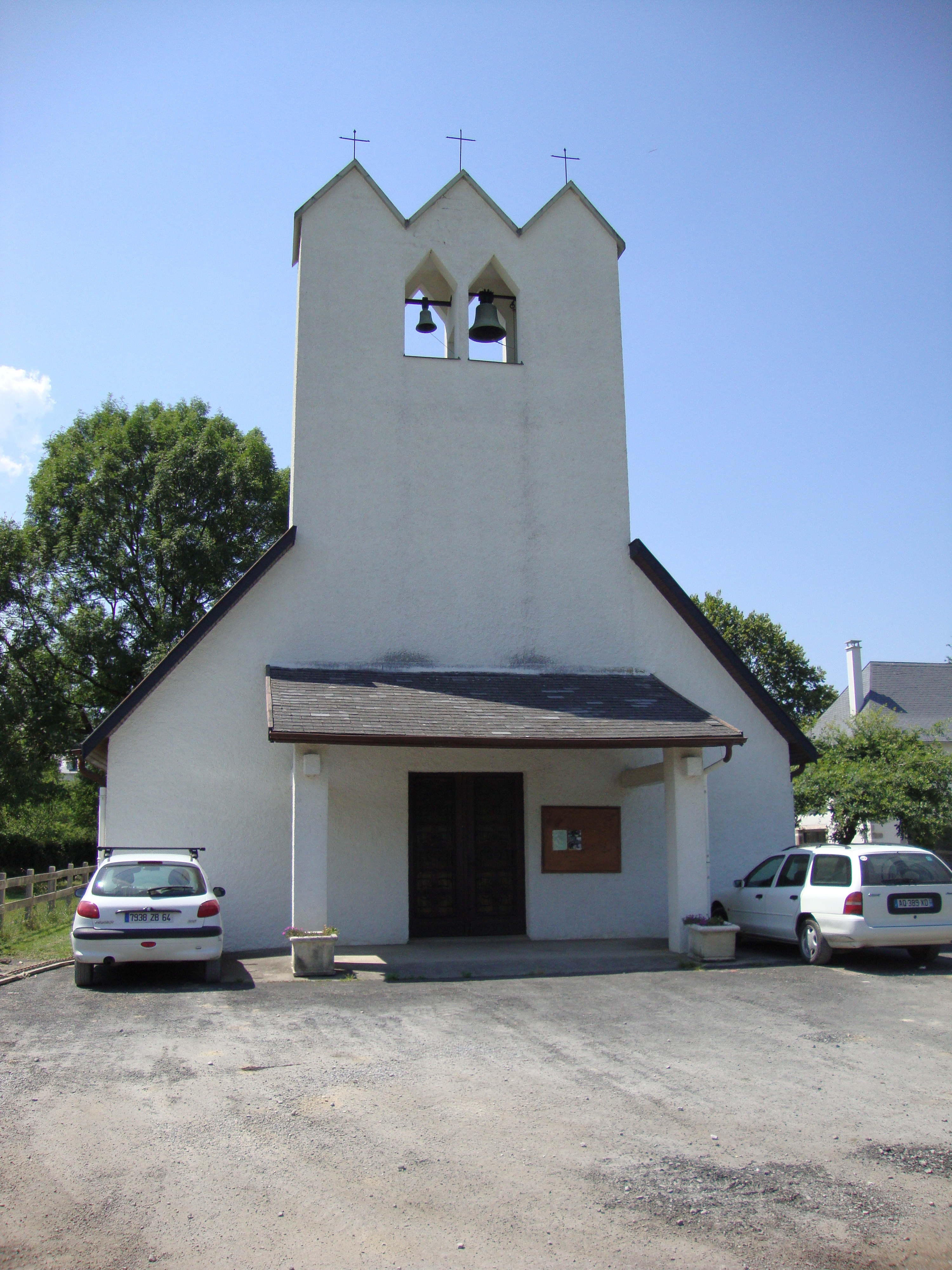
Abense
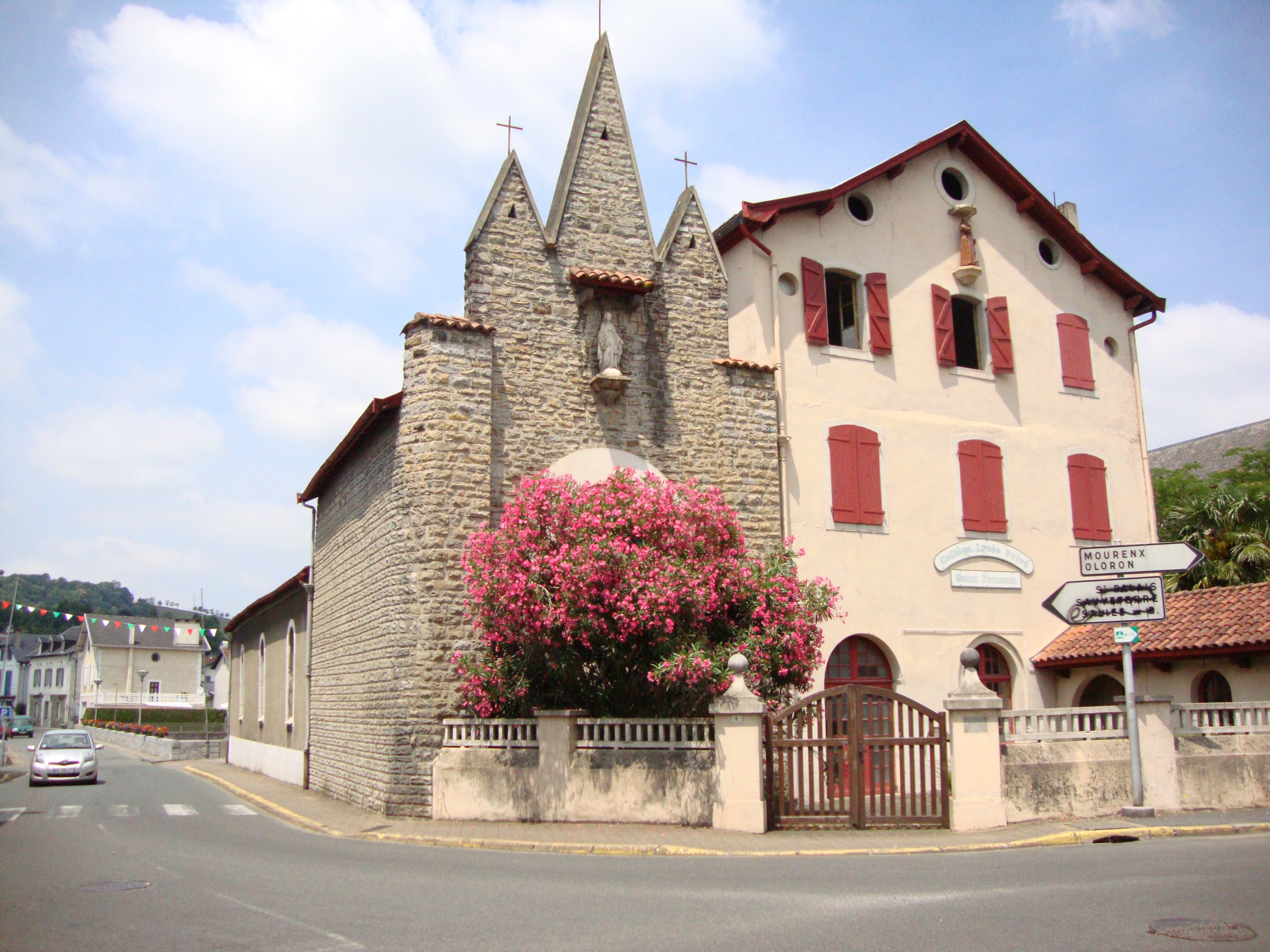
Mauléon-Licharre, la cappella del liceo Saint-François
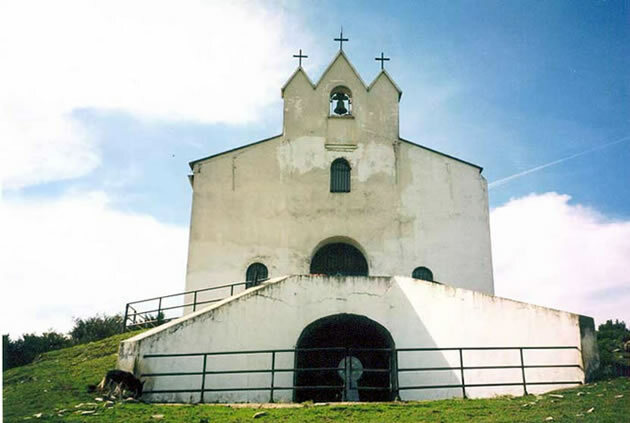
Cappella di Sant'Antonio del colle di Osquich
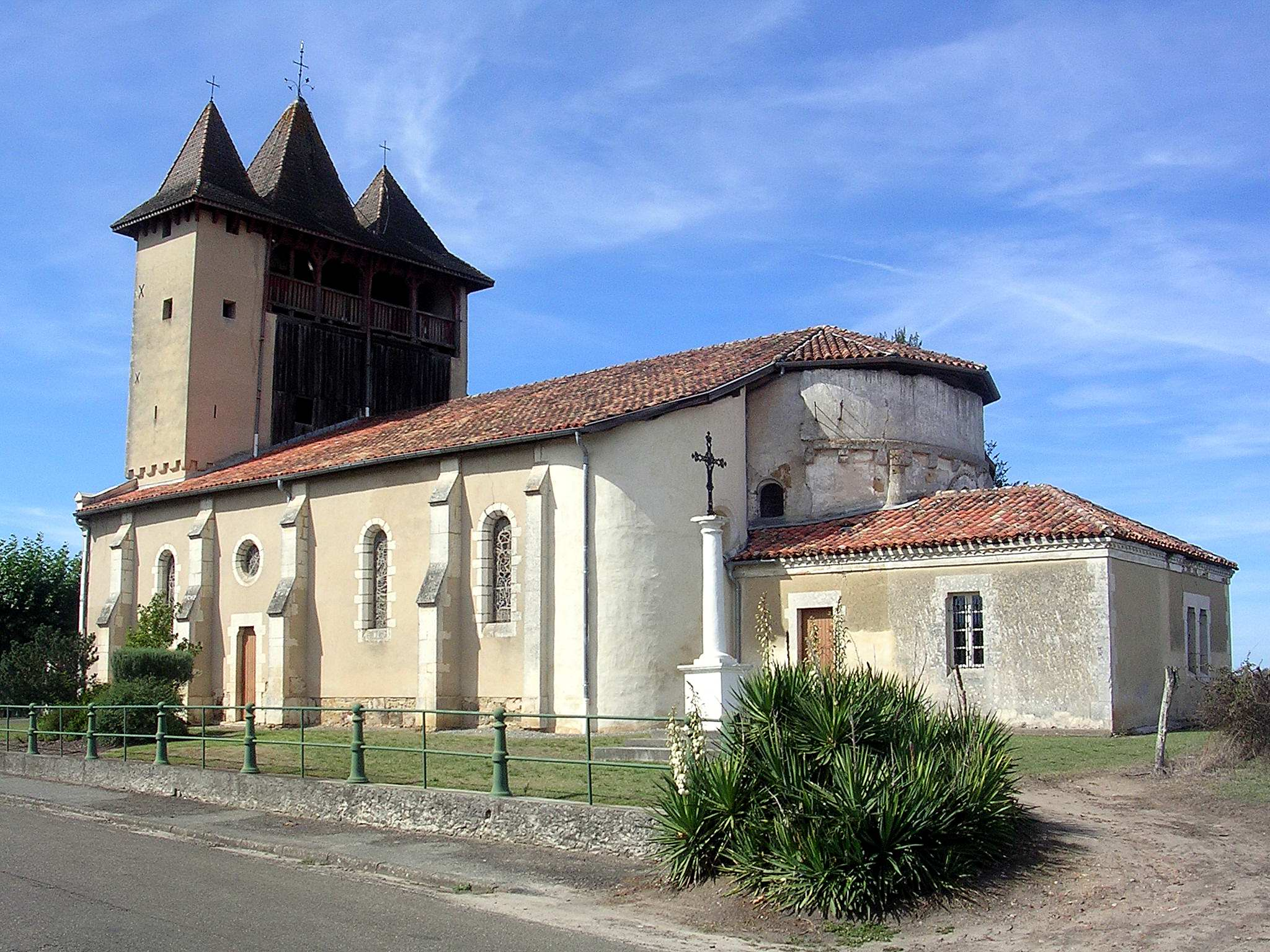
Chiesa di San Giacomo Maggiore a Saint-Yaguen
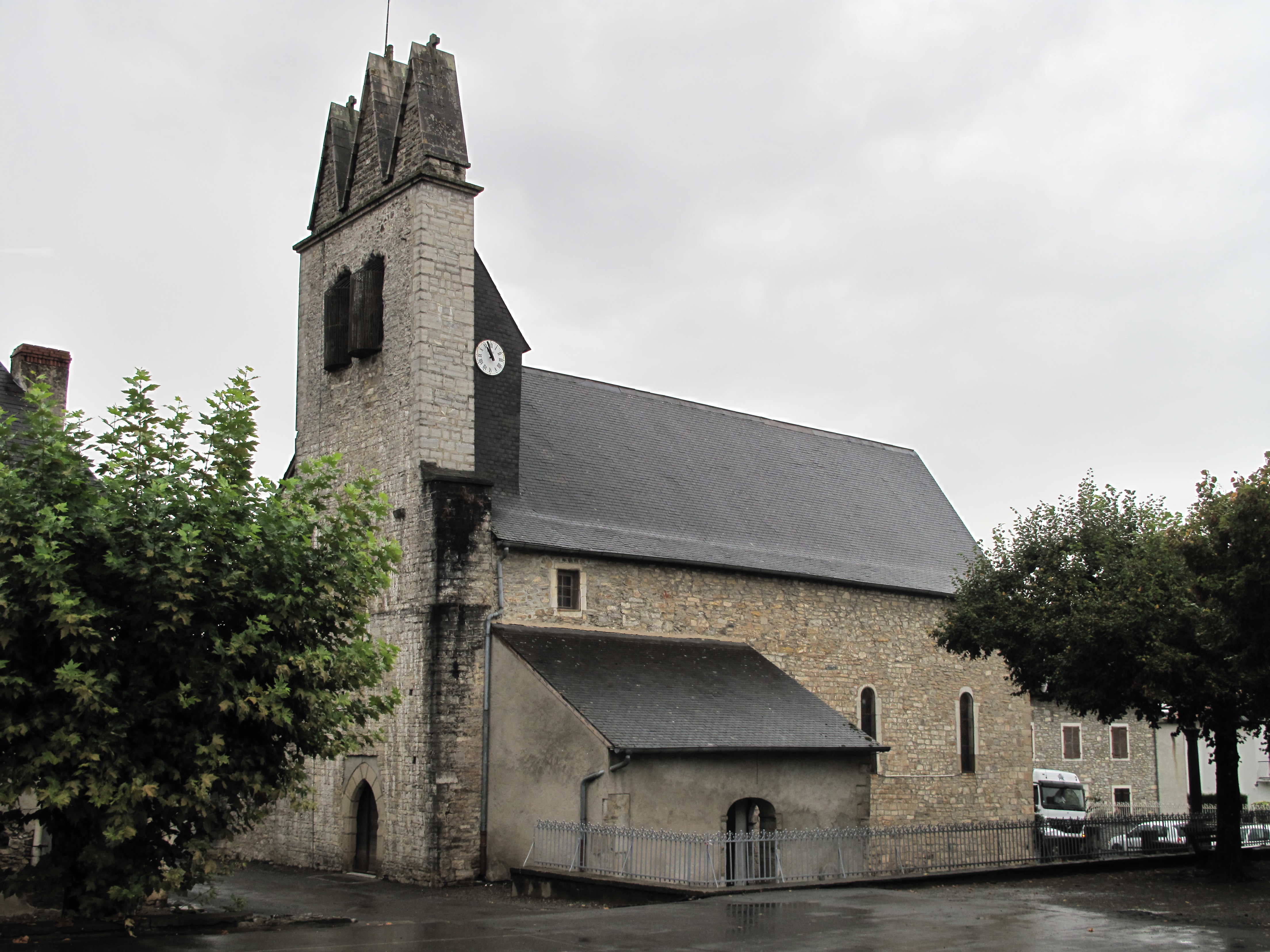
Viodos